# Vaugneray
Vaugneray – miejscowość i gmina we Francji, w regionie Owernia-Rodan-Alpy, w departamencie Rodan. W 2008 roku populacja gminy wynosiła 4853 mieszkańców. 
1 stycznia 2015 roku połączono dwie wcześniejsze gminy: Saint-Laurent-de-Vaux oraz Vaugneray. Siedzibą gminy została miejscowość Vaugneray, a nowa gmina przyjęła jej nazwę. 